# Jakob Lilliehöök

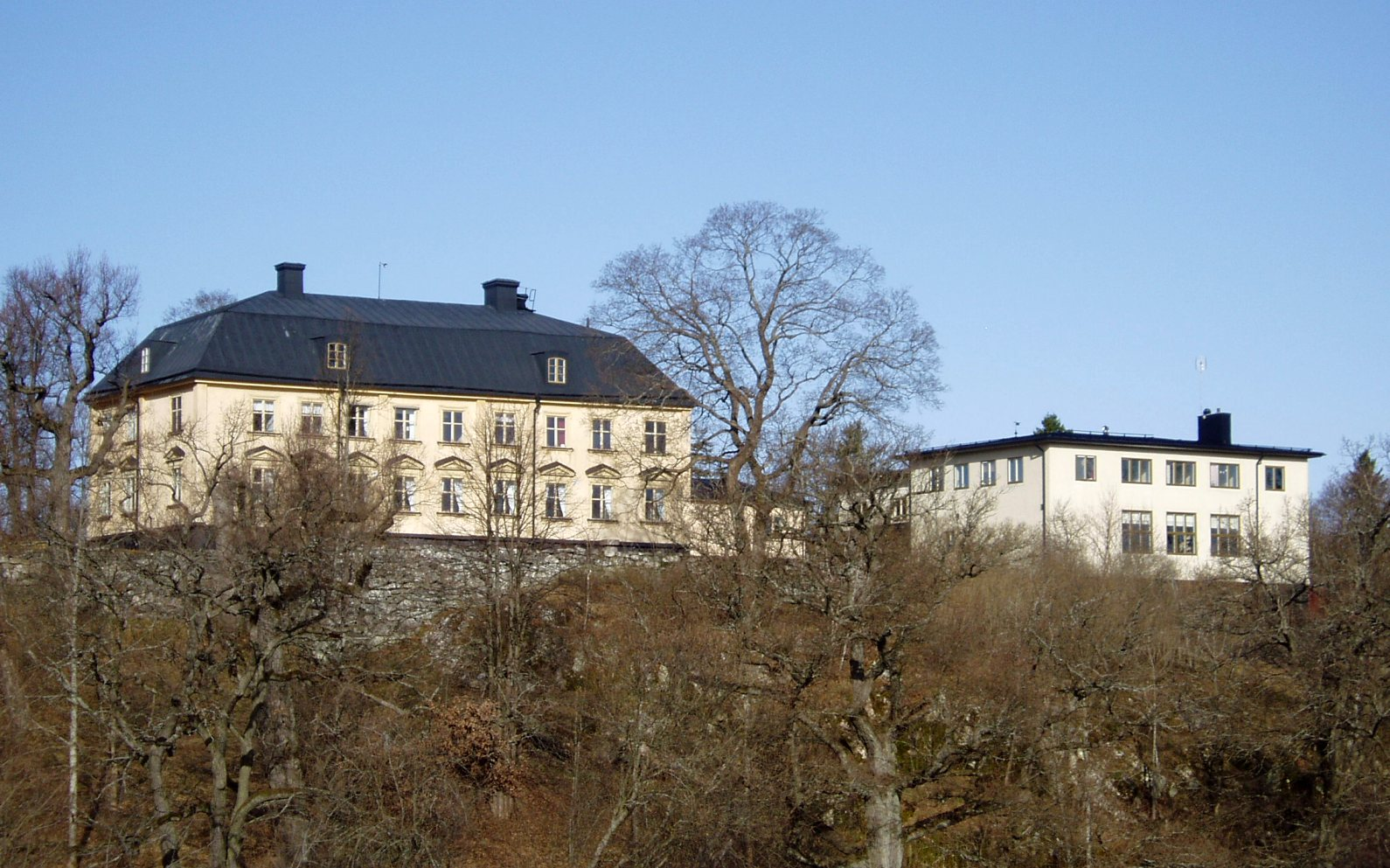
Gården Jakobsberg nordväst om Stockholm.

Jakob Lilliehöök af Fårdala, född 25 maj 1633 på fädernegården Fårdala, Åsle socken i Skaraborgs län, död 3 oktober 1657 i träffningen i slaget mellan Danmark och Sverige i slaget vid Kattarp i Laholms socken i Hallands län, var en svensk friherre och major.
Jakob Lilliehöök var friherre till Närpes i Österbotten samt herre till Fårdala i Åsle socken i Skaraborgs län, och herre till Vibble by i Järfälla socken (som ingick i Sollentuna härad). Jakob Lilliehöök var son till den svenske militären Johan Lilliehöök af Fårdala (1598-1642) och hans hustru Ingeborg Bååt (1614-1635).
Jakob Lilliehöök avled vid endast 24 års ålder den 3 oktober 1657 i träffningen i slaget mellan Danmark och Sverige under Karl X Gustavs första danska krig i slaget vid Kattarp. Slaget stod den 3 oktober 1657 vid Kattarp, som är en by i Halland i Laholms socken. 
Vid denna tid var Halland en nybliven del av Sverige och byn Kattarp ligger vid Lagaån i Hallands län mellan Laholm och Knäred i Laholms kommun. Vid Kattarp besegrades svenskarna av danskarna under befäl av kung Fredrik III. 
Jakob Lilliehöök jordfästes i Stockholm och ligger begravd i den av fadern byggda Lilliehöökska familjegraven i Sankt Johannes kyrka i Norrköping. Jakob Lilliehöök och hans bror Anders Lilliehöök hade, jämte sina syskon, för faderns förtjänster, den 10 november 1651, blivit upphöjda till friherrar (i friherrligt stånd) med Närpes socken i Svenska Österbotten i landskapet Österbotten i Finland till friherrskap (introducerad 1652 jämte brodern under nr 13). 

## Den korta karriären

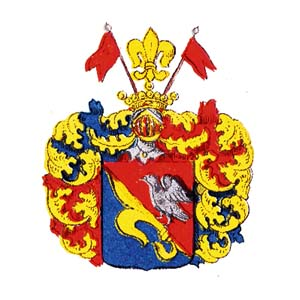
Adelsvapen för Lilliehöök af Fårdala nr 1. Fårdala-grenen för av tradition sedan 1700-talets mitt en friherrlig krona på hjälmen.

Jakob Lilliehöök af Fårdala blev student vid Uppsala universitet 17 juni 1643 och han blev major vid Adelsfanan. Han gifte sig den 17 mars 1657 och avled i oktober samma år, bara 24 år gammal. Hustrun Brita Cruus blev änka vid sexton års ålder. Han blev far till dottern Jakobina Catharina Lilliehöök (1658-1696). Han ärvde Vibble i Järfälla 1642. När han avled 1657 var han endast 24 år gammal. Då hade redan säteriet, Jakobsbergs säteri i Järfälla kommun, börjat anläggas på Vibble bys mark.

## Giftermål
År 1654 tog Axel Oxenstierna med sig Lilliehöök, då 21 år gammal, vid ett besök hos sin dotter Catharina Oxenstierna och sin dotterdotter Brita. Lilliehöök lär vid detta tillfälle ha friat till den då elvaåriga Brita. Bröllopet hölls tre år senare, den 17 mars 1657 på slottet Tre Kronor i Stockholm med drottning Hedvig Eleonora som värdinna. Det var samma bröllopsdatum som Britas egna föräldrar hade gift sig. Vid bröllopet skänkte Lilliehöök sin sätesgård Vibble (i nuvarande Jakobsberg och som då hette Vibble) i morgongåva till makan och han skrev sig då för övrigt i brevet som herre till Fårdala och Vibble. Brita var född 1641 i Estland. Hon dog 25 januari 1716 på Häringe i Västerhaninge socken i Stockholms län och begravdes 29 maj 1716 i Sankt Johannes kyrka, Norrköping. Efter hans död innehade hans änka sedan under mer än ett halvt sekel Jakobsberg.

## Död
Redan den 3 oktober samma år, 1657, avled emellertid Jakob Lilliehöök av blessyrer från träffningen med danskarna vid Knäred i sydöstra Halland  under Karl X Gustavs första danska krig, som slutade freden i Roskilde 1658. Jakob Lillliehöök stupade i strid mot danskarna och slöt själv sin friherrliga ättegren på svärdssidan.

## Barn
Parets enda dotter Jakobina Catharina Lilliehöök föddes den 29 april 1658 i Nyköping, Södermanlands län, 7 månader efter det att fadern Jakob Lilliehöök hade avlidit i oktober 1657. Hon dog 1696 i Stockholm. Jakobina Catharina växte upp på Jakobsberg i Järfälla socken och modern Brita Cruus bodde kvar på Jakobsberg i drygt 50 år.
Jakobina förlovade sig 1671 vid tretton års ålder med kanslirådet och kammarherren, friherre Gustaf Ericsson Gyllenstierna, som dog året därpå, innan det hann bli något bröllop. Hon gifte sig sedan, sjutton år gammal, första gången 24 augusti 1674 med sin farbrors frus syssling, amirallöjtnanten och amiralitetsrådet, friherre Gustaf Horn af Marienborg (1651-1683). Paret fick tre döttrar, Carin Horn af Marienborg (1675-1742), Brita Sofia Horn af Marienborg (1679-1728) och Christina Horn af Marienborg (1681-1744), som alla blev ståndsmässigt gifta. Maken Gustaf Horn avled 1683 och Jakobina gifte sig andra gången med dennes frände, brigadièren friherre Christer Horn af Åminne (1665-1740) i hans andra gifte.
Jakobina avled 1696 vid 38 års ålder i Stockholm. Hon begravdes i Riddarholmskyrkan i Stockholm. Jakobinas mor, Brita Cruus, avled 1716 vid 75 års ålder. Hon hade då varit änka i nästan 60 år och hon överlevt sin dotter med 20 år. Den som fick ärva Jakobsberg blev dotterdottern Brita Sofia Horn af Marienborg, som sålde gården efter bara några år.

## Änkan Brita Cruus och Jakobsberg med flera gårdar

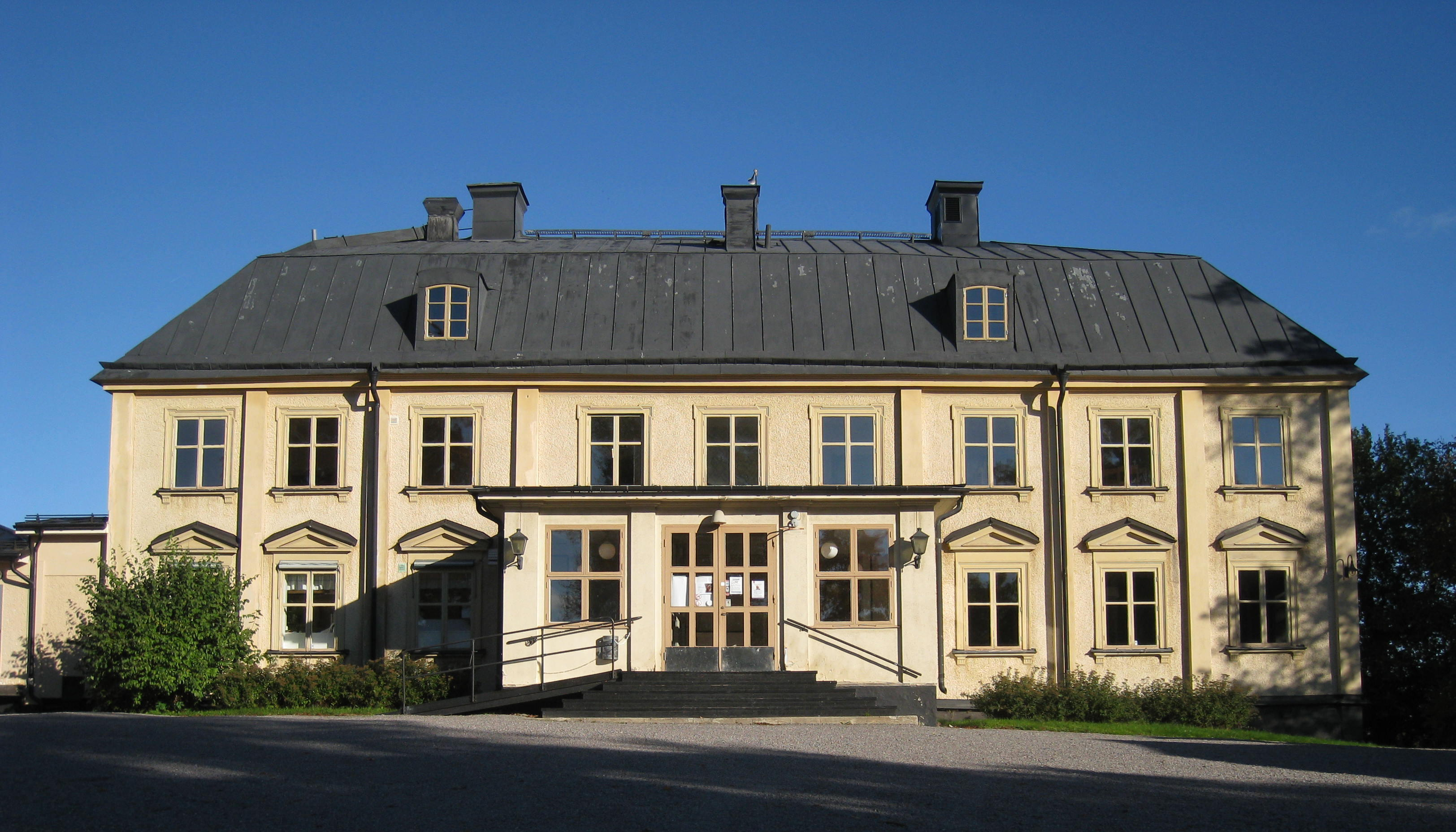
Jakobsbergs gårds huvudbyggnad från väster, som änkan Brita Cruus lät bygga efter maken Jakob Lilliehööks död 1657. Hon lät bygga en herrgård, som gjordes till säteri och fick namn efter den döde maken.

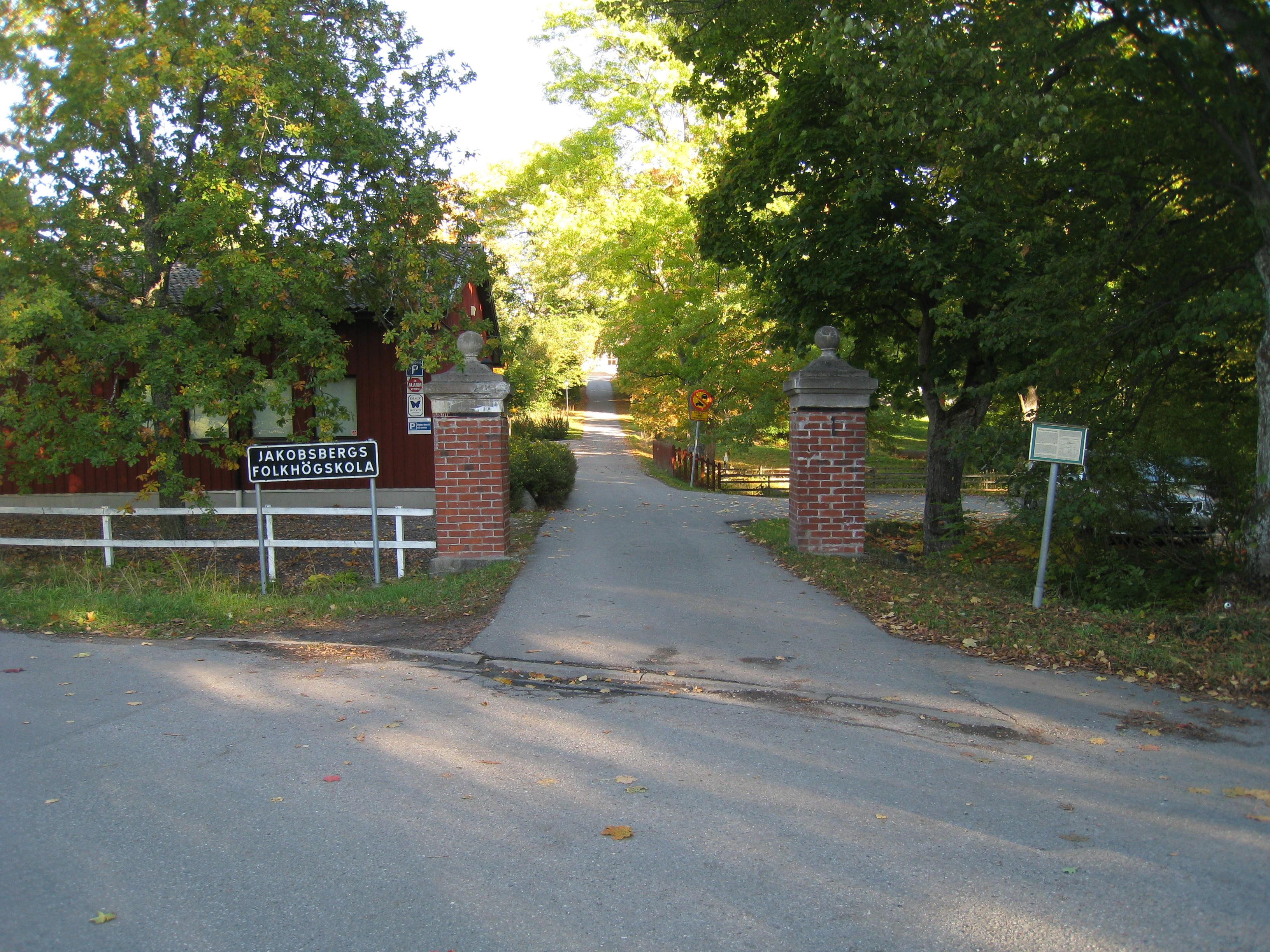
Entréstolparna till Jakobsbergs gård, som sedan 1919 är Jakobsbergs folkhögskola.

### Vibble by och Jakobsbergs gård
På Vibble bys ägor anlades under 1650-talets slut eller 1660-talets början en sätesbyggnad som kallades Jakobsberg, vilket namn till en början användes parallellt med Vibble och Nibble, sedan denna gård senare lagts under Jakobsberg på 1660-talet.
Jakobsbergs gård i Järfälla socken har givit namn åt samhället Jakobsberg, som har byggts upp på mark avstyckad från den gamla gården. Det ursprungliga namnet på Jakobsberg var Vibble. Så småningom blev Vibble en by med fyra frälsehemman, det vill säga det ägdes av adliga personer, som arrenderade ut gårdarna. De fyra frälsehemmanen (gårdarna) i Vibble by i Järfälla ärvdes 1642 av majoren friherre Jakob Lilliehöök. Vibble omnämns första gången 1347 och skrivs då vibelde. Efter hans död 1657 lät änkan bygga en herrgård, som gjordes till säteri och lät döpa sin gård i Järfälla socken till Jakobsberg för att hedra sin stupade make. Brita Cruus uppförde en ny bebyggelse på gårdens nuvarande plats.  Hon innehade sedan under mer än ett halvt sekel Jakobsberg och lät själv bruka Jakobsberg till slutet av 1690-talet. Hon var en av de få som bodde på gården under en längre tid.
Vid 1700-talets början såldes Jakobsbergs gård till ägaren av Säby gård, greve Carl Gustaf Dücker. Herrgården följde sedan ett antal år Säby. 1786 såldes Jakobsberg, efter att ha skilts från Säby, till greve Ulrik Barck. Efter änkan Barcks död 1781 bytte gården ägare ett flertal gånger tills brukspatron Gustaf Fredrik Berndes förvärvade den 1886. Jakobsberg brukades och beboddes sällan av ägaren själv. Oftast var det olika arrendatorer som skötte förvaltningen.
Jakob Lilliehööks far rikstygmästaren och generalen Johan Lilliehöök af Fårdala ärvde 1639 Vibble by i Järfälla socken. Fadern var gift med Sten Jakobssons syster Ingeborg Bååt, som avled redan 1635. Sten Jakobsson avled barnlös 1639. Johan Lilliehöök avled 1642 och Vibble ärvdes då av Jakob Lilliehöök. Hemmanen i Vibble avfördes 1649 till sätesfrihet och i mantalslängden 1653 skrivs Vibble som "Lilliehökens sätesgårdh". Gården avser den gamla bebyggelsen vid själva Vibble by, väster om nuvarande Kvarnbacken. På den gamla byplatsen vid Vibble kvarstod bebyggelsen en lång tid. De tre hemmanen brukades som torp under Jakobsberg och benämndes i mantalslängderna Vibble torp.

### Tomteberga gård
Efter faderns död 1642 övergick gården Tomteberga i Järfälla tydligen till sonen Jakob Lilliehöök. Fadern generalen Johan Lilliehöök ärvde bland annat också gården Tomteberga i Järfälla, norr om Ulvsättra gård och Molnsättra gård vid Sten Jakobssons död 1639. Platsen ligger drygt 600 m nordväst om Molnsättra huvudbyggnad. Under 1620- och 1630-gtalen tillhörde Tomteberga Sten Jakobssons (Bååt) gamla frälse. Denne är sonsons son till Björn Pedersen. I avkortningslängden över adelns friheter, i 1637 års länsräkenskaper upptas Molnsättra som generalen, sedermera riksrådet och fältmarskalken Lennart Torstensons under Ålsunda (Ulvsunda). När säteriet Jakobsberg hade anlagts på Vibble by kom Tomteberga att höra därunder som rågång och rörshemman, enligt mantalslängder och jordeböcker och ägdes efter Jakob Lilliehööks död av hans änka Brita Cruus. Efter Brita Cruus' död 1716 ärvdes Tomteberga liksom Jakobsberg av hennes dotterdotter Brita Sofia Horn af Marienborg. Hon och hennes make greve Carl Gustaf Bielke sålde redan 1722 Jakobsberg och därmed Tomteberga till fältmarskalken greve Carl Gustaf Dücker på Säby, varigenom Tomteberga lades därunder.

### Håga båtsmanstorp
Enligt mantalslängden 1655 ägde majoren Jakob Lilliehöök af Fårdala en gård, som han ärvde efter sin far Johan Nilsson Lilliehöök och av fältmarskalken greve Lennart Torstensons arvingar hade han ärvt två gårdar. Den fjärde gården, som inte var upptagen i mantalslängden, ägdes av Erik Gyllenstierna. Efter Jakob Lilliehööks död 1757 övergick det lilliehöökska hemmanet i Håga på hans änka Brita Cruus af Gudhem, som ännu vid 1600-talets utgång ägde det.
Håga var förr en by om fyra gårdar vid Igelbäcken sydost om Säbysjön. Håga båtsmanstorp ligger på östra sidan av Säbysjön snett emot Säby gård i Järfälla. Byn var granne till Hägerstalund och kom så småningom att räknas dit. Håga avhystes under 1800-talet, men namnet är upptecknat liksom Håga rutor, utmarken vid Säbysjön där båtsmanstorpet ligger.

## Den Lilliehöökska familjegraven

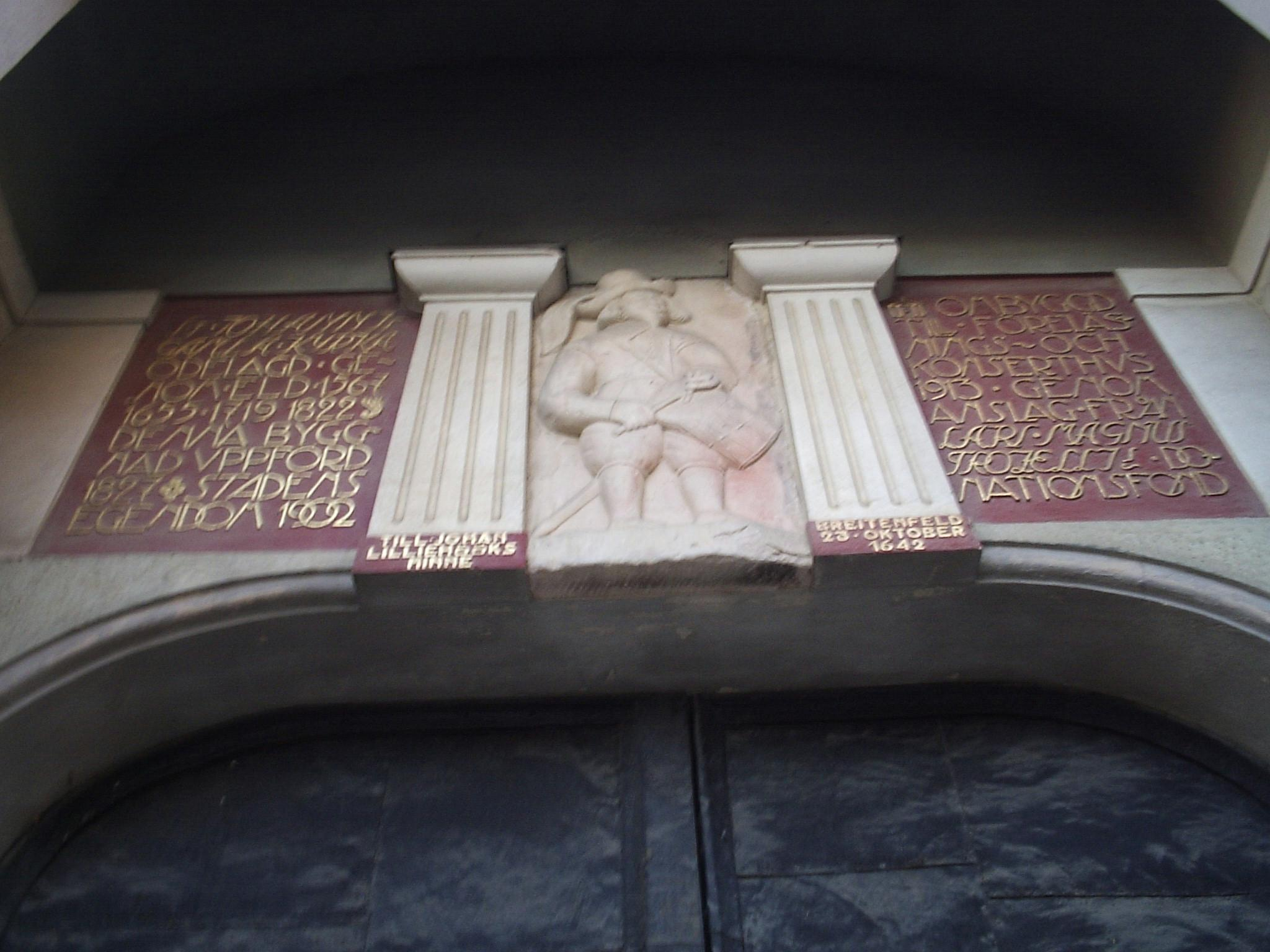
Minnesportal över fadern Johan Lilliehöök vid den äldre kyrkan vid Drottninggatan i Sankt Johannes kyrka, Norrköping. Bilden visar en del av epitafiet över Johan Lilliehöök, rikstygmästare hos Gustaf II Adolf, och som dog vid slaget vid Breitenfeldt 1642. Epitafiet satt ursprungligen på kyrkans södra gavelmur.

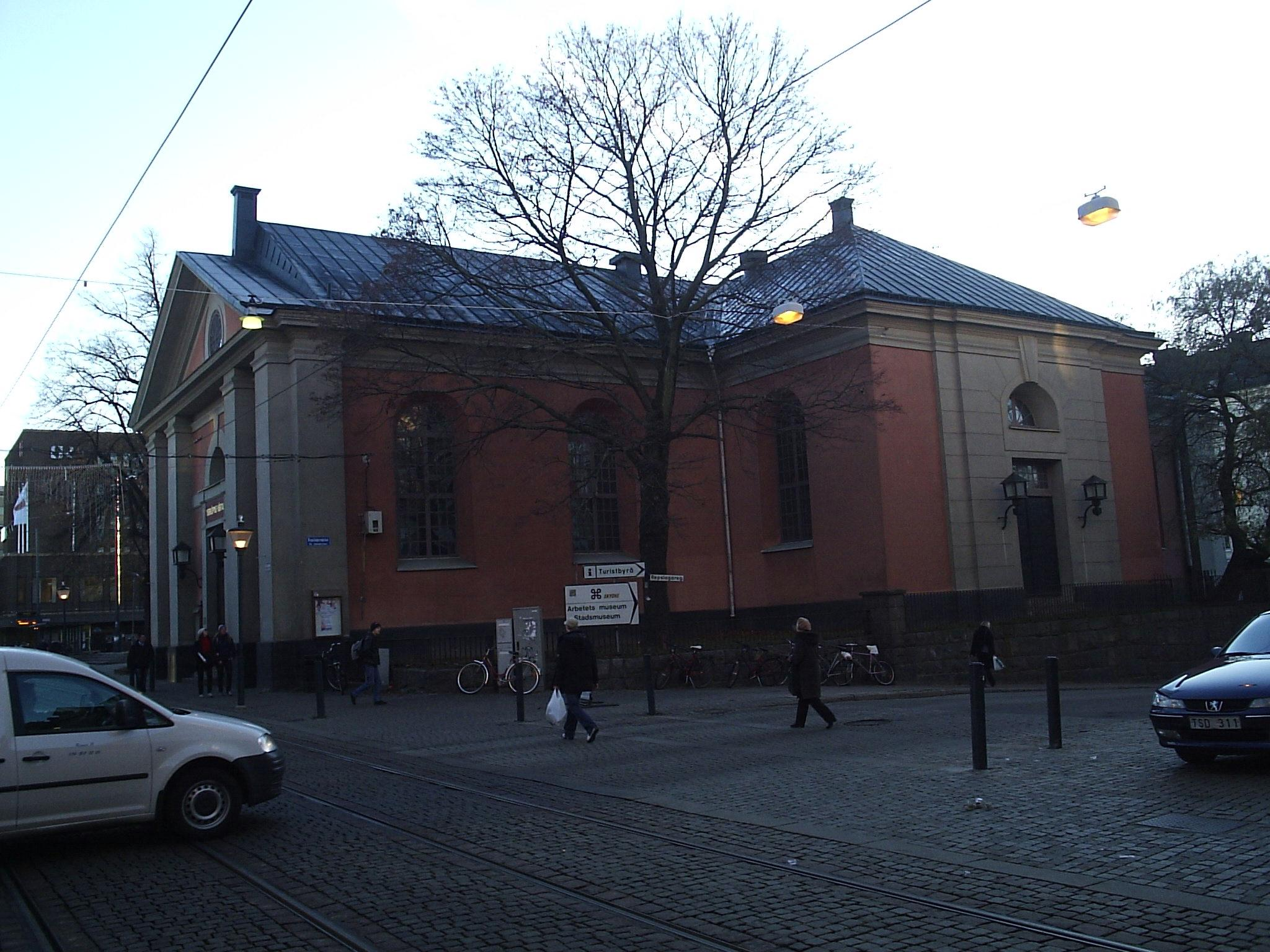
Hörsalen i Sankt Johannis gamla kyrka (landskyrkan) på Drottninggatan 48 i Norrköping. I gravkoret under Hörsalen finns den Lilliehöökska familjegraven. Byggnaden var tidigare kyrka, arkitekt för ombyggnaden 1913 Carl Bergsten. Byggnaden är byggnadsminne.

Som ovan nämnts ligger Jakob Lilliehöök och hans hustru Brita Cruus begravda i ett plomberat gravvalv i den Lilliehöökska familjegraven i den äldre Sankt Johannis kyrka i centrala Norrköping. Denna äldre kyrka, Sankt Johannis gamla kyrka, var den ursprungliga staden Norrköpings äldsta kyrka byggd på 1100-talet. Sankt Johannis kyrka var en landsortskyrka, som på 1500-talet blev annex till Sankt Olai kyrka, som i stället upphöjdes till stadskyrka.
I den gamla Sankt Johannis kyrka byggdes gravvalvet för Lilliehööks far, rikstygmästare Johan Lilliehöök, som var herre till Händelö gård i Norrköping. Under kyrkan finns gravvalvet som byggdes på 1600-talet. Kyrkan ombyggdes 1912 till bildningstempel med hörsalar och konserthus. I gravkoret under Hörsalen återfinns de Lilliehöökska och Oxenstiernska gravkamrarna, vilka går under namnen Händelögraven och Lindö-Finspongagraven. Både Händelö och Lindö låg i Sankt Johannes socken i Östergötlands län, vilken 1918 uppgick i Norrköpings stad och sedan 1971 är en del av Norrköpings kommun. Adelsmännen på egendomarna runt Norrköping gjorde under stormaktstiden Sankt Johannes kyrka till sin kyrka. De förnämsta gravkoren var de Lilliehöökska och Oxenstiernska. I Händelögraven vilar avlidna ur ätterna Lilliehöök, Leijonhufvud och Falkenberg. I Lindögraven vilar avlidna ur ätterna Oxenstierna och De Geer. De sista gravläggningarna ska ha genomförts på 1820-talet. Efter grundförstärkningar i slutet av 1940-talet förslöts de båda gravkoren av ättlingar ur de båda släkterna. Förmodligen förslöts de för gott. Den nya kyrkan, Sankt Johannes kyrka, Norrköping uppfördes 1904-1906 och ligger i korsningen Söderbyleden och Hagebygatan i stadsdelen Klingsberg.